# Paolo Persoglia
Paolo Persoglia (ur. 28 kwietnia 1994) – sanmaryński judoka.
W 2013 został srebrnym medalistą igrzysk małych państw Europy w wadze do 79 kg. W 2015 na tych samych zawodach wywalczył brąz w wadze do 81 kg. W 2017 został srebrnym medalistą tych zawodów w wadze do 90 kg. W 2019 został brązowym medalistą tych zawodów w wadze do 90 kg.